# Niffer
Niffer é uma comuna francesa na região administrativa de Grande Leste, no departamento Alto Reno. Estende-se por uma área de 8,77 km². Em 2010 a comuna tinha 965 habitantes (densidade: 110 hab./km²).